# Tanatológia

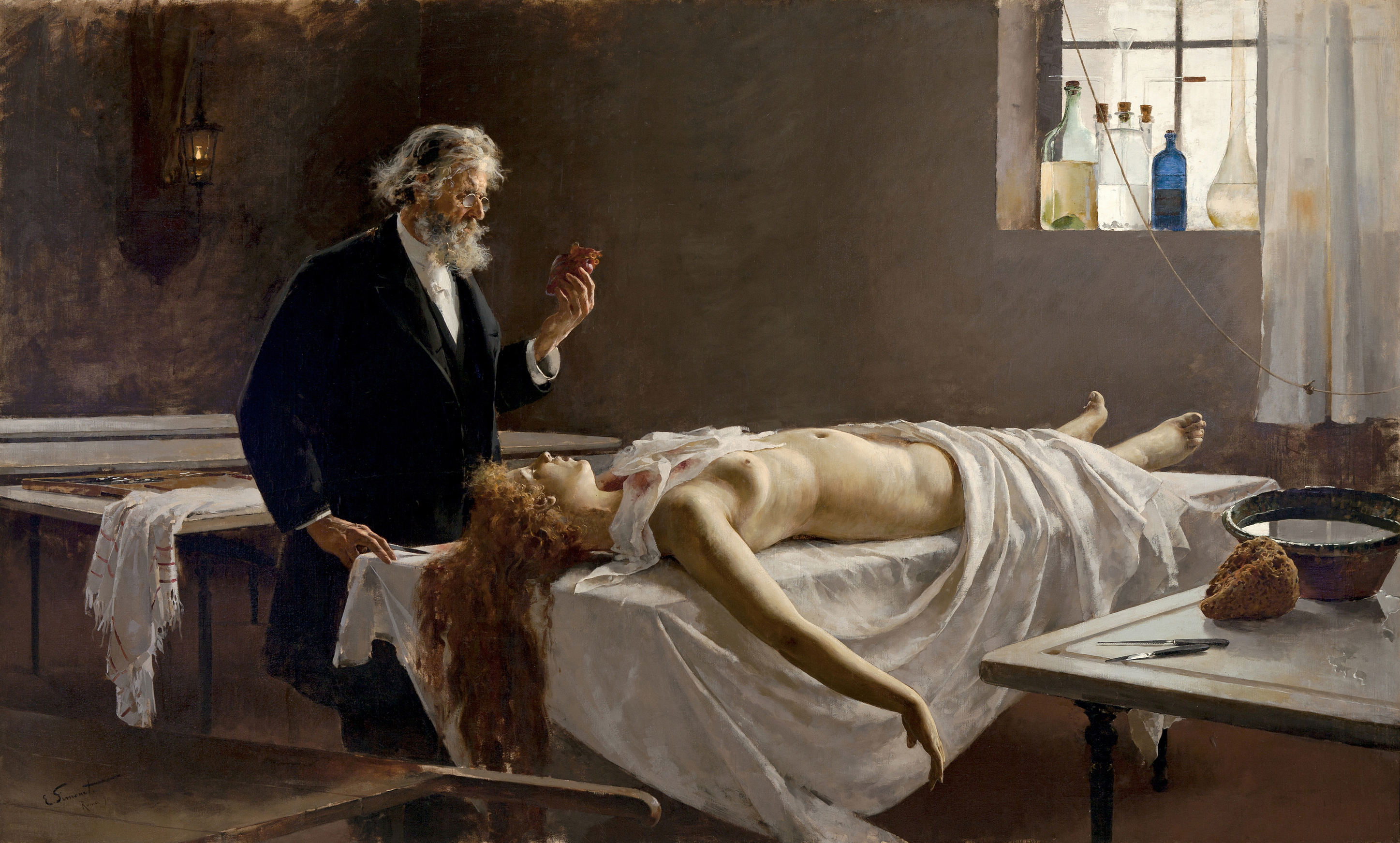
Enrique Simonet: Boncolás (1890)

A pszichológia egyik ága, a tanatológia (haláltan, a kifejezés a görög Thanatoszra utal) kutatja a haldoklással, halállal és a gyásszal összefüggő lelki megnyilvánulásokat. Módszere interdiszciplináris, egyes országok tudománya más-más szempontjait emeli ki. 
Angolszász nyelvterületen (és ehhez hasonlóan más nyugati országokban) a tanatológia a pszichológia egyik alkalmazott területének tekinthető, melynek célja elsősorban a haldoklással járó, mind a haldoklót, mind hozzátartozóit terhelő pszichés fájdalom csökkentése. Az Egyesült Államokban illetve Spanyolországban teljes értékű diplomát is lehet szerezni tanatológiából, ilyen értelemben a szociális munka területére is utalható. Segíti egyrészt a haldoklót, az emberhez méltó halál elfogadásában, másrészt a hátramaradottak bánatát, fájdalmát próbálja enyhíteni. 
Az orvostudomány a tanatológiát a haldoklás biológiai vizsgálatának szenteli. Céljuk nem csupán a halál beálltának biztos felismerése, hanem a haldokló szervezetben végbemenő patologikus folyamatok, illetve a visszafordítás (újraélesztés) lehetőségeinek tanulmányozása is. Az orosz felfogás szerinti tanatológia kísérleti (orvos)tudomány, amely állatkísérletek mellett nem idegenkedett az embereken végzett kísérletektől sem: a II. világháborúban súlyosan sebesült katonák igen széles körű módszerekkel történő újraélesztésével foglalkoztak.
A magyar nyelvhasználatban a tanatológia inkább az angol jelentése szerint terjedt el. Kiemelkedő képviselője, a hospice magyarországi úttörője Polcz Alaine. 1991. április 29-én jött létre a Magyar Hospice Alapítvány dr. Polcz Alaine pszichológus, tanatológus vezetésével, együttműködve dr. Muszbek Katalin pszichiáterrel, az Intézet Pszichoonkológiai Munkacsoportjának vezetőjével.